# Sankt Nikolaus undergörarens kapell, Znamenka
Sankt Nikolaus undergörarens kapell (ryska: Часовня Николая Чудотворца) är ett ryskt-ortodoxt kapell beläget Znamenka-gatan i den centrala delen av Rysslands huvudstad Moskva.
Kapellet är helgat åt Sankt Nikolaus av Myra och tillhör Moskvas stift.

## Historik

### Tidigare kyrka
Tidigare stod det en kyrkobyggnad på samma plats. Det första omnämnandet av kyrkan ska gå tillbaka till år 1623.
1932 revs kyrkan på grund av byggandet av en ny linje till tunnelbanan i Moskva.

### Nuvarande kapellet
I början av 2000-talet började frågan om att bygga upp den tidigare kyrkan väckas, men myndigheterna i Moskva beslutade istället att bygga ett kapell. Kapellet uppfördes år 2006.